# Дэвис, Джеймс-Эндрю
Дже́ймс-Э́ндрю Дэ́вис (англ. James-Andrew Davis, род. 3 июля 1991 года в Лондоне, Великобритания) — английский фехтовальщик на рапирах, чемпион Европы 2014 года, трёхкратный бронзовый призёр чемпионатов Европы (в 2013 — в личном и командном турнирах, в 2016 — в командном первенстве). Принимал участие на Олимпиаде 2012 (выбыл во втором туре).